# Laheküla (Lääne-Saare)
Laheküla – wieś w Estonii, w prowincji Saare, w gminie Kaarma. Pod koniec 2004 roku wieś zamieszkiwały 123 osoby.